# Ciudad vieja de Ghadames
La ciudad vieja de Ghadames (en árabe: مدينة غدامس القديمة ) es la parte antigua de la ciudad de Ghadamès, en Libia y una de las ciudades principales del desierto libico. Denominada “la perla del desierto”, el sitio fue inscrita en el Patrimonio de la Humanidad por la UNESCO en 1986.

## Arquitectura
Construida en un oasis, Ghadames, "la perla del desierto", es una de las ciudades presaharianas más antiguas y un ejemplo excepcional de hábitat tradicional. Su arquitectura doméstica se caracteriza por las diferentes funciones asignadas a cada nivel: planta baja que sirve como almacén de víveres, planta familiar que da a pasajes ciegos cubiertos que permiten una circulación casi subterránea en la ciudad y terrazas al aire libre reservadas para las mujeres.

## Patrimonio de la Humanidad en Peligro
En 2016, el sitio fue inscrito en la lista de Patrimonio de la Humanidad en Peligro, debido al conflicto armado que vive el país.